# NGC 7412
NGC 7412 ist eine Balken-Spiralgalaxie vom Hubble-Typ SBb im Sternbild Kranich am Südsternhimmel. Sie ist schätzungsweise 76 Millionen Lichtjahre von der Milchstraße entfernt.
Das Objekt wurde am 2. September 1836 von dem Astronomen John Herschel entdeckt.